# UAZ-469
Der UAZ-469 (russisch УАЗ-469), in späteren Versionen auch als UAZ-3151 bezeichnet, ist ein Geländefahrzeug des sowjetischen bzw. russischen Herstellers Uljanowski Awtomobilny Sawod (kurz UAZ) aus Uljanowsk. Der UAZ-469 wurde hauptsächlich von der Sowjetarmee sowie anderen Streitkräften der Warschauer-Pakt-Staaten genutzt. In der Sowjetunion fand er ferner weite Verbreitung in nahezu allen staatlichen Organisationen, die Bedarf an robusten Geländefahrzeugen hatten.

## Fahrzeuggeschichte

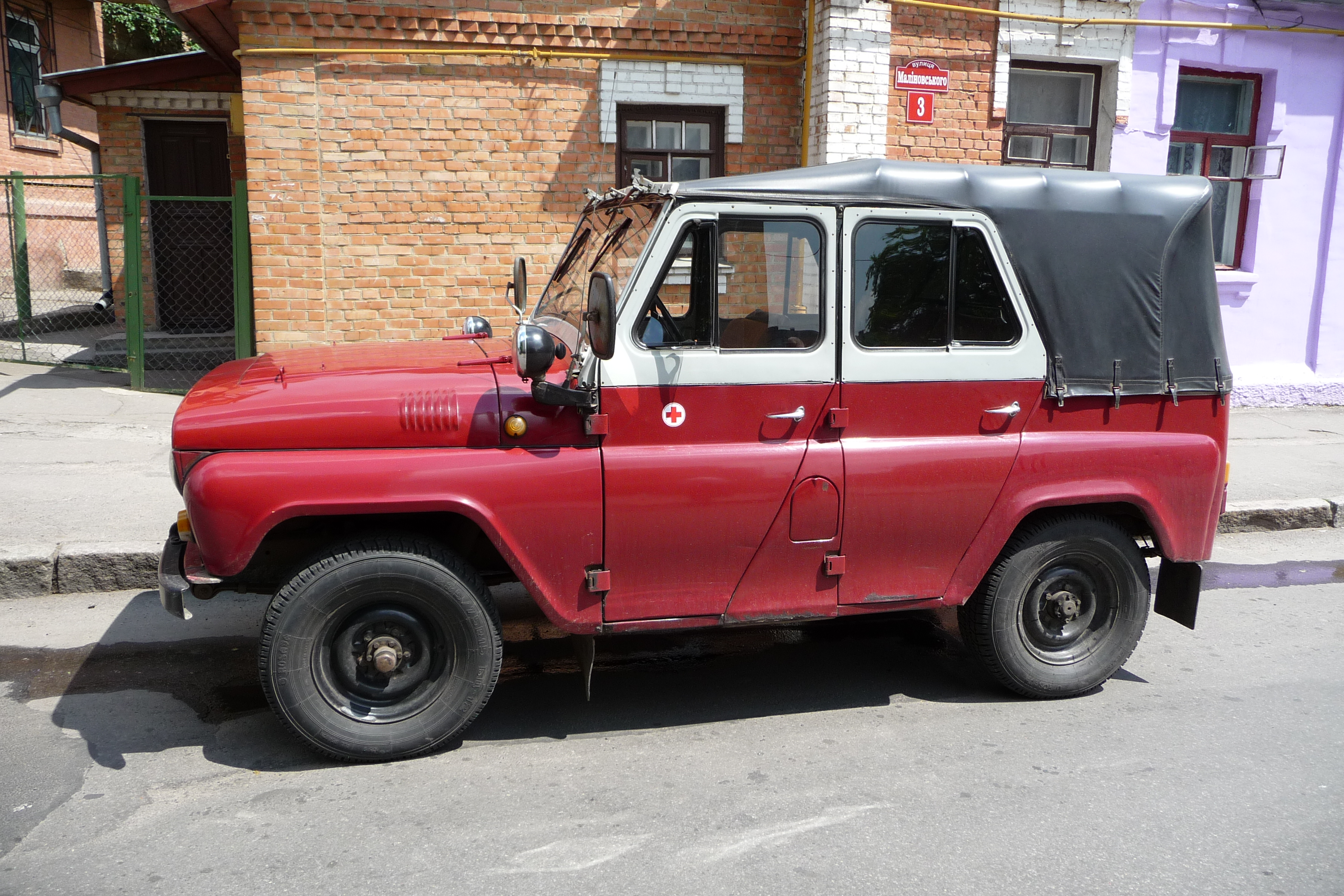
UAZ-3152 (Sanitätsversion) in der Ukraine (2009)

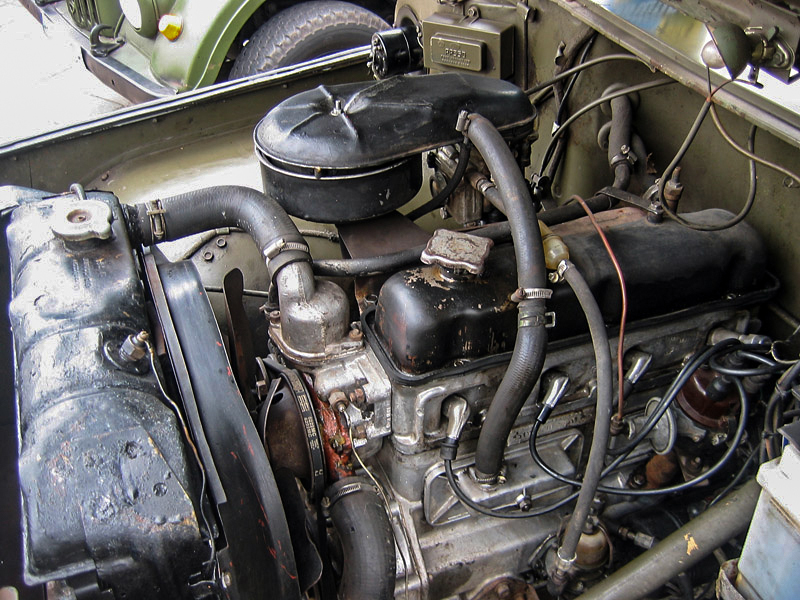
Motorraum eines UAZ-469 (2008)

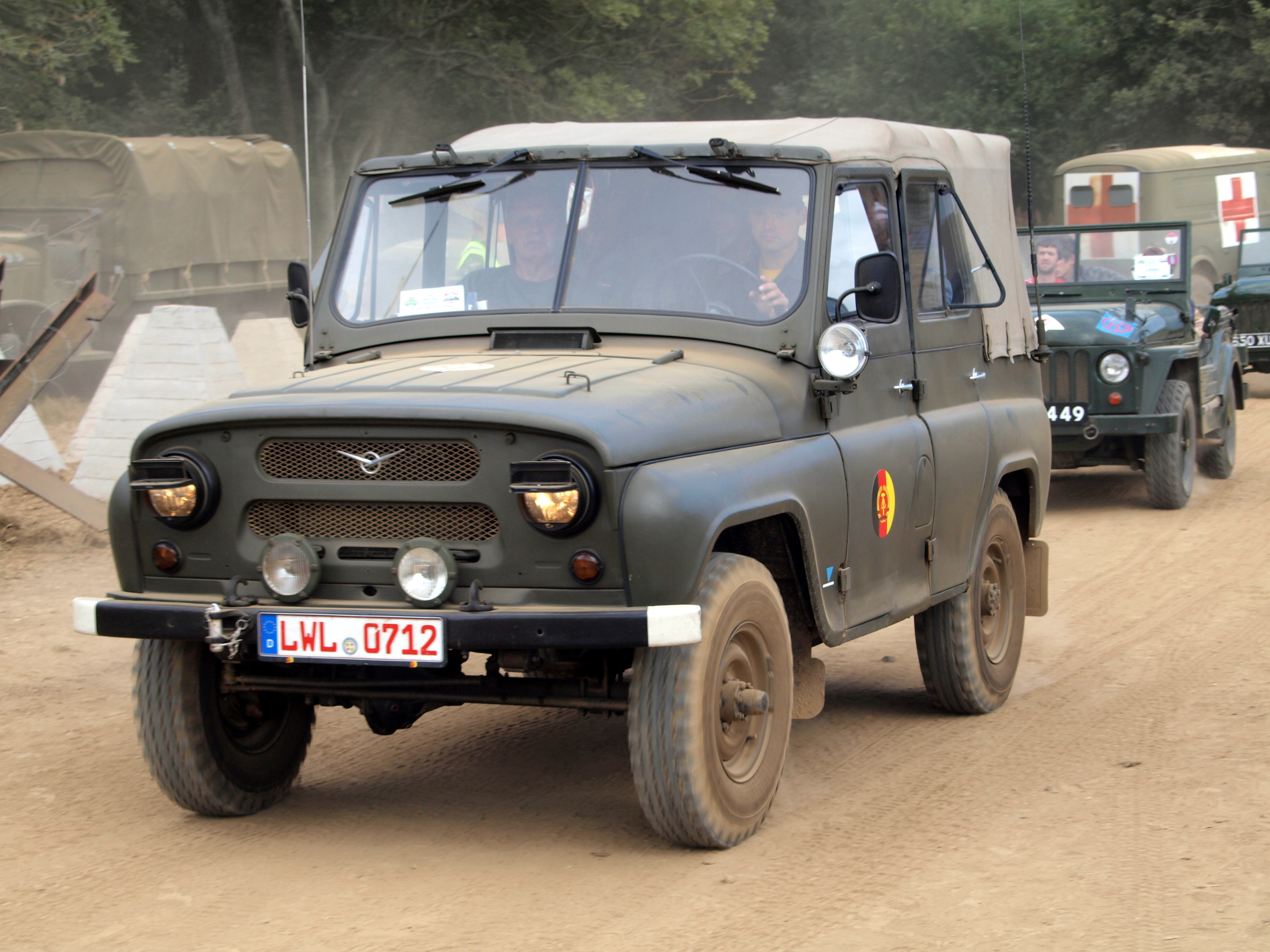
UAZ-469 aus Beständen der NVA (2010)

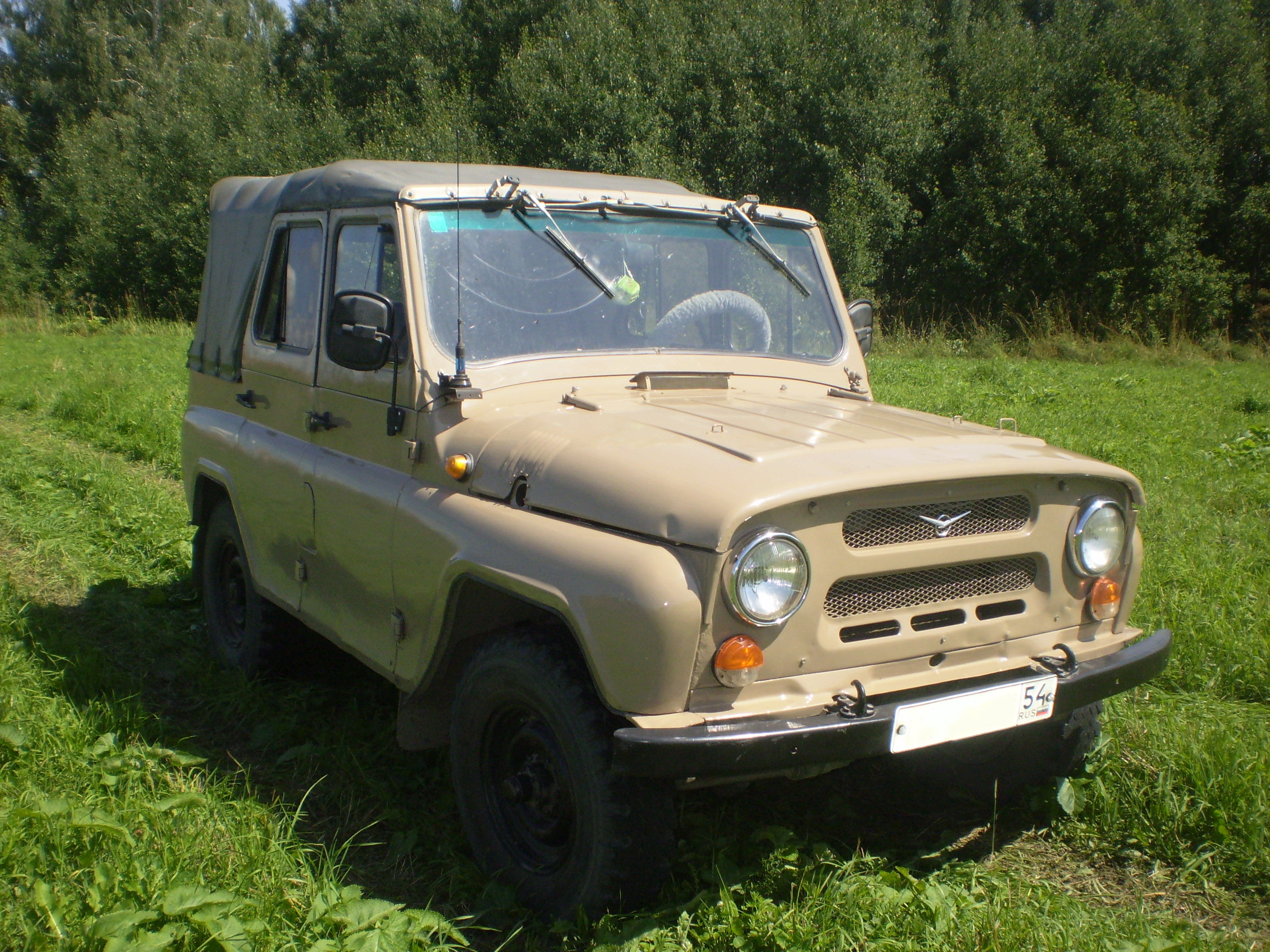
UAZ-31512 in Russland (2009)

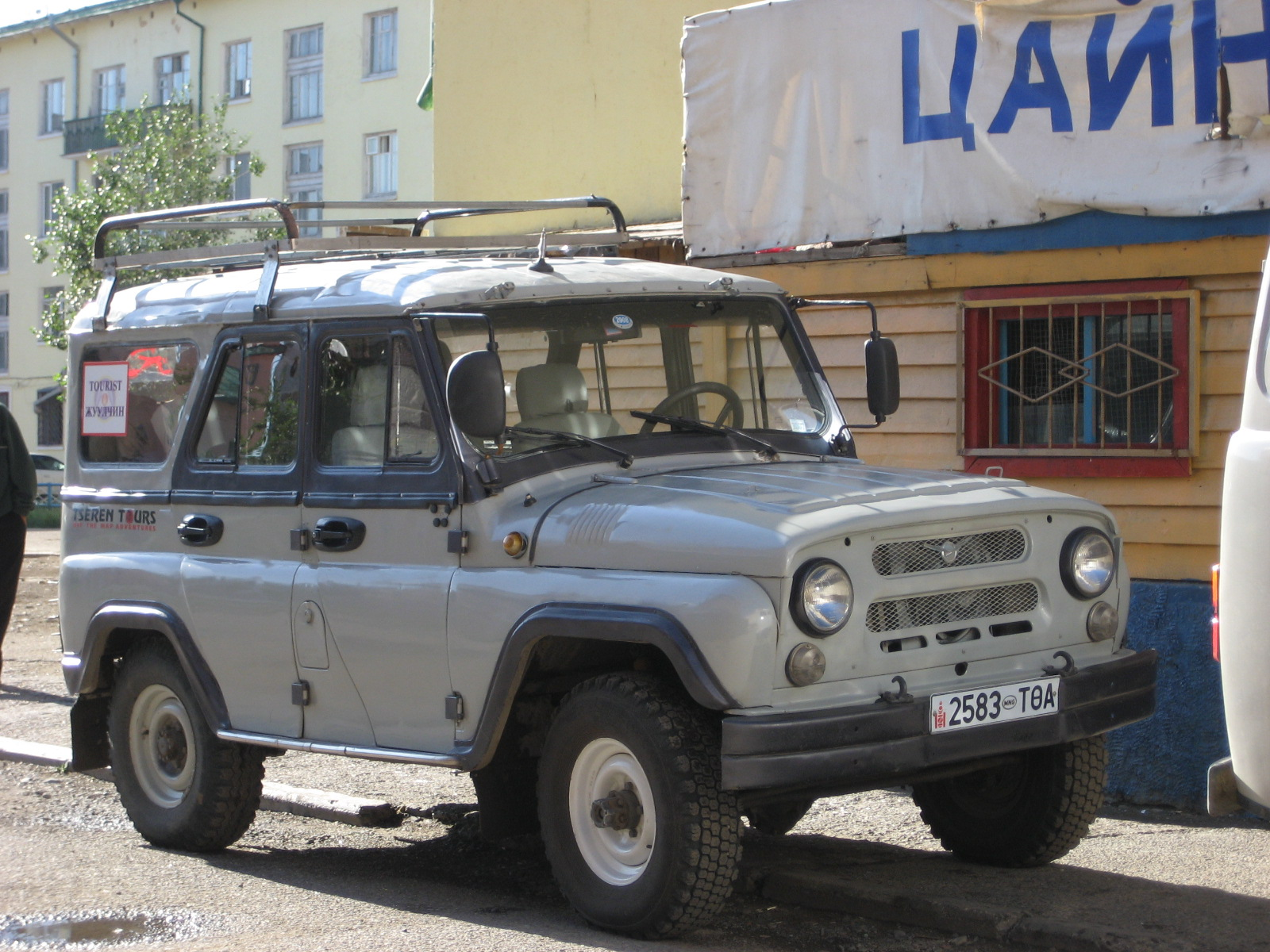
UAZ-31514 mit Metalldach in der Mongolei (2007)

Prototypen des UAZ-469 gab es bereits zu Beginn der 1960er-Jahre. 1961 wurden erste Exemplare fertiggestellt, 1962 die Erprobungsphase abgeschlossen. Zu einer Serienfertigung kam es jedoch nicht.
Die Serienfertigung des UAZ-469 begann 1972, er ersetzte den bis dahin gebauten GAZ-69. Um die Geländefähigkeit der Fahrzeuge zu demonstrieren, wurde 1974 mit insgesamt drei seriennahen UAZ-469B eine Versuchsfahrt am Elbrus unternommen. Innerhalb von 38 Minuten erreichten die Fahrzeuge eine Höhe von 4200 Metern.
1965 wurde der Beijing BJ212 auf Basis des UAZ-469 entwickelt.
1985 erfolgte eine Überarbeitung, wobei in diesem Zuge aufgrund neuer Normen die Bezeichnung des Fahrzeugs in UAZ-3151 geändert wurde. In den 1990er Jahren wurden auch Versionen mit XD2-Dieselmotoren von Peugeot verkauft. Verschiedentlich wurde das Fahrzeug auch als Tundra 469 vermarktet.
Im November 2003 wurde die Produktion eingestellt, Nachfolger wurde der optisch sehr ähnliche UAZ Hunter.
Die Deutsche Demokratische Republik importierte die Fahrzeuge ab 1974, sie kamen sowohl zivil als auch militärisch zum Einsatz. Sie waren in Forst- und Landwirtschaft ebenso zu finden wie bei der Volkspolizei, den Volkspolizei-Bereitschaften, den Kampfgruppen der Arbeiterklasse und der Zivilverteidigung. Insgesamt kamen etwa 2500 der Geländewagen in die DDR. Ein Teil davon – hauptsächlich von in der Landwirtschaft genutzten Fahrzeugen – wurde wegen des zu hohen Benzinverbrauchs auf Cunewalder Dieselmotoren vom Typ 4 VD 8,8/8,5 (genutzt im Multicar 25) umgerüstet.
Der in den 1970er-Jahren eingebaute Ottomotor vom Typ UMZ-451M (russisch УМЗ-451М) mit 2,4 l Hubraum entsprach weitgehend dem Motor des UAZ-451 jener Baujahre. Er wurde in verschiedenen Baugruppen mit dem Motor des GAZ-24 Wolga vereinheitlicht, um weniger unterschiedliche Teile fertigen zu müssen. Unter der Bezeichnung UMZ-451MI (russisch УМЗ-451МИ) wurde eine Version mit funkentstörter und wasserdichter Zündanlage angeboten. Die Antriebsaggregate waren für eine Laufleistung von 150.000 km bis zur ersten Generalüberholung ausgelegt.

## Modellvarianten
In den über 30 Jahren Produktionsgeschichte wurden diverse Versionen des Geländewagens gebaut. Entsprechend ist die folgende Liste nicht abschließend und bietet nur einen Überblick über die wichtigsten Varianten.
- UAZ-46900BG – Für das Militär von 1972 bis 1985 gebaute Version mit 300 Millimetern Bodenfreiheit und Portalachsen.
- UAZ-469B00G – Von 1973 bis 1985 in Masse gebaute Version mit Starrachsen und lediglich 220 Millimetern Bodenfreiheit. Für alle zivilen Einsatzzwecke gedacht.
- UAZ-469BG00 – Sanitätsversion.
- UAZ-31510BG – Ab 1985 gebaute überarbeitete Version des UAZ-469. Änderungen gab es insbesondere im technischen Bereich, so auch am Getriebe und den Achsen. Die Bodenfreiheit von 300 Millimetern blieb bestehen.
- UAZ-31512BG – Zivile Ausführung, Nachfolger des UAZ-469B. Ohne Untersetzungsgetriebe und verschiedenes militärisches Zubehör.
- UAZ-31520BG – Sanitätsversion und Nachfolger des UAZ-469BG.
- UAZ-39121BG – Version speziell für tierärztliche Zwecke.
- UAZ-31500BG – Zweitürige Version mit kurzem Radstand, Dreilitermotor und verschiedenen technischen Verbesserungen. Unklar ist, ob eine Serienfertigung erfolgte.
- UAZ-31514BG – Variante mit Metalldach. Es bestand die Möglichkeit, Dieselmotoren von ZMZ mit 2,89 l Hubraum einzubauen.
- UAZ-31519BG – Version mit Metalldach, 2,9-Liter-Motor und verschiedenen kleineren Änderungen an der elektrischen Anlage.
- UAZ-31530BG – Modell mit verlängertem Radstand und 2,89-Liter-Motor. Dieser leistet 98 PS.
- UAZ-31590BG – Verbesserter UAZ-3153 mit diversen optischen und technischen Überarbeitungen. Ob es eine Serienfertigung gab ist unklar.

Zudem wurden vor dem eigentlichen Produktionsbeginn verschiedene Funktionsmuster und Prototypen hergestellt. Nicht völlig einig sind sich die Quellen, ob der Nachfolger UAZ Hunter ein neues Modell ist oder lediglich eine Überarbeitung. Während optisch nahezu keine Veränderungen vorgenommen wurden, weichen die technischen Parameter der Fahrzeuge (Gewicht, Motorisierung und Abmessungen) deutlich voneinander ab.

## Technische Daten
Für die Version UAZ-469B von vor 1985.
- Motor: Vierzylinder-Ottomotor
- Motortyp: UMZ-451M[8]
- Leistung: 75 PS (55 kW)
- Drehmoment: 167 Nm bei 2000 min−1
- Hubraum: 2445 cm³
- Bohrung: 92 mm
- Hub: 92 mm
- Verbrauch: 19 l/100 km
- Tankinhalt: 78 l
- Getriebe: manuelles Schaltgetriebe, 4 Gänge + Rückwärtsgang, teilweise synchronisiert
- Geländeuntersetzung: zweistufig
- Höchstgeschwindigkeit: 100 km/h
- Antriebsformel: 4×4, Vorderachse abschaltbar

Abmessungen und Gewichte
- Länge: 4025 mm
- Breite: 1785 mm
- Höhe: 2015 mm
- Radstand: 2380 mm
- Spurweite: vorne und hinten 1442 mm
- Bodenfreiheit: 220 mm
- Leergewicht: 1540 kg
- zulässiges Gesamtgewicht: 2290 kg
- Nutzlast: 690 kg
- Anhängelast: 850 kg
- Sitzplätze: 7